# Rosalind Russell
Catherine Rosalind Russell (Waterbury, Connecticut, 4 de junio de 1907 - Los Ángeles, 28 de noviembre de 1976) fue una actriz, comediante, guionista y cantante estadounidense, que se hizo conocida por su papel como la reportera Hildy Johnson en la comedia His Girl Friday (1940) de Howard Hawks, así como por sus interpretaciones de Mame Dennis en Auntie Mame (1958) y Rose en Gypsy (1962). Una destacada comediante, ganó los cinco Globos de Oro por los que fue nominada, además de obtener un premio Tony a la mejor actriz en un musical por su interpretación de Ruth en el espectáculo de Broadway Wonderful Town en 1953 (un musical basado en la película My Sister Eileen, que también protagonizó). Fue nominada para el Premio Óscar a la Mejor Actriz cuatro veces a lo largo de su carrera, obteniendo posteriormente el Premio Humanitario Jean Hersholt.
Además de su fama como comediante, Russell era conocida por interpretar papeles mujeres adineradas, dignas y femeninas, así como por ser una de las pocas actrices de su época que actuaba regularmente en roles de mujeres profesionales, como jueces, periodistas y psiquiatras. Tuvo una gran carrera desde la década de 1930 hasta la de 1970, y atribuyó su larga carrera al hecho de que, aunque por lo general desempeñaba papeles elegantes y glamorosos, nunca se convirtió en símbolo sexual.

## Primeros años
Catherine Rosalind Russell nació en Waterbury, Connecticut, la mediana de los siete hijos nacidos de James Edward, un prestigioso abogado, y Clara A. Russell (de soltera McKnight), una maestra. Los Russell eran una familia católica irlandesa-estadounidense, y fue llevó el nombre de un barco en el que sus padres habían viajado anteriormente. Asistió a escuelas católicas, incluyendo el Rosemont College en Rosemont, Pensilvania y el Marymount College en Tarrytown, Nueva York, antes de asistir a la American Academy of Dramatic Arts en Nueva York. Sus padres pensaron que Russell estaba estudiando para convertirse en maestra, y no sabían que ella estaba planeando convertirse en una actriz de comedia.

## Carrera

### Inicios
Russell comenzó su carrera como modelo de moda y participó en varios espectáculos de Broadway. Luego de graduarse, y contra las objeciones de sus padres, tomó un trabajo en una compañía por siete meses en Saranac Lake y luego en Hartford, Connecticut. Posteriormente, se mudó a Boston, donde actuó durante un año en un grupo de teatro para E. E. Clive. Más tarde, Russell apareció en la revista The Garrick Gaieties de Nueva York, donde tomó clases de voz e intentó seguir una carrera en la ópera, que duró poco debido a su dificultad para alcanzar notas altas.
A principios de la década de 1930, Russell fue al oeste de Los Ángeles, donde fue contratada como actriz por los estudios Universal. Cuando llegó por primera vez al estacionamiento, fue ignorada por la mayoría del equipo de producción, afirmando posteriormente a la prensa que se sentía terrible y humillada en Universal, lo que afectó fuertemente su autoestima. Insatisfecha con el liderazgo de Universal y el estado de "segunda clase" del estudio en ese momento, Russell se fijó en Metro-Goldwyn-Mayer, y logró salir de su contrato con Universal en sus propios términos. Cuando Metro-Goldwyn-Mayer se acercó a ella para una prueba de cámara, Russell se mostró cautelosa, recordando su experiencia en Universal. Cuando conoció a Benny Thau y Ben Piazza, ambos de la Metro, se sorprendió, ya que eran "el alma de la comprensión". Su prueba de cámara fue dirigida por Harold S. Bucquet, y más tarde recordaría que fue contratada por un primer plano que él tomó de ella.

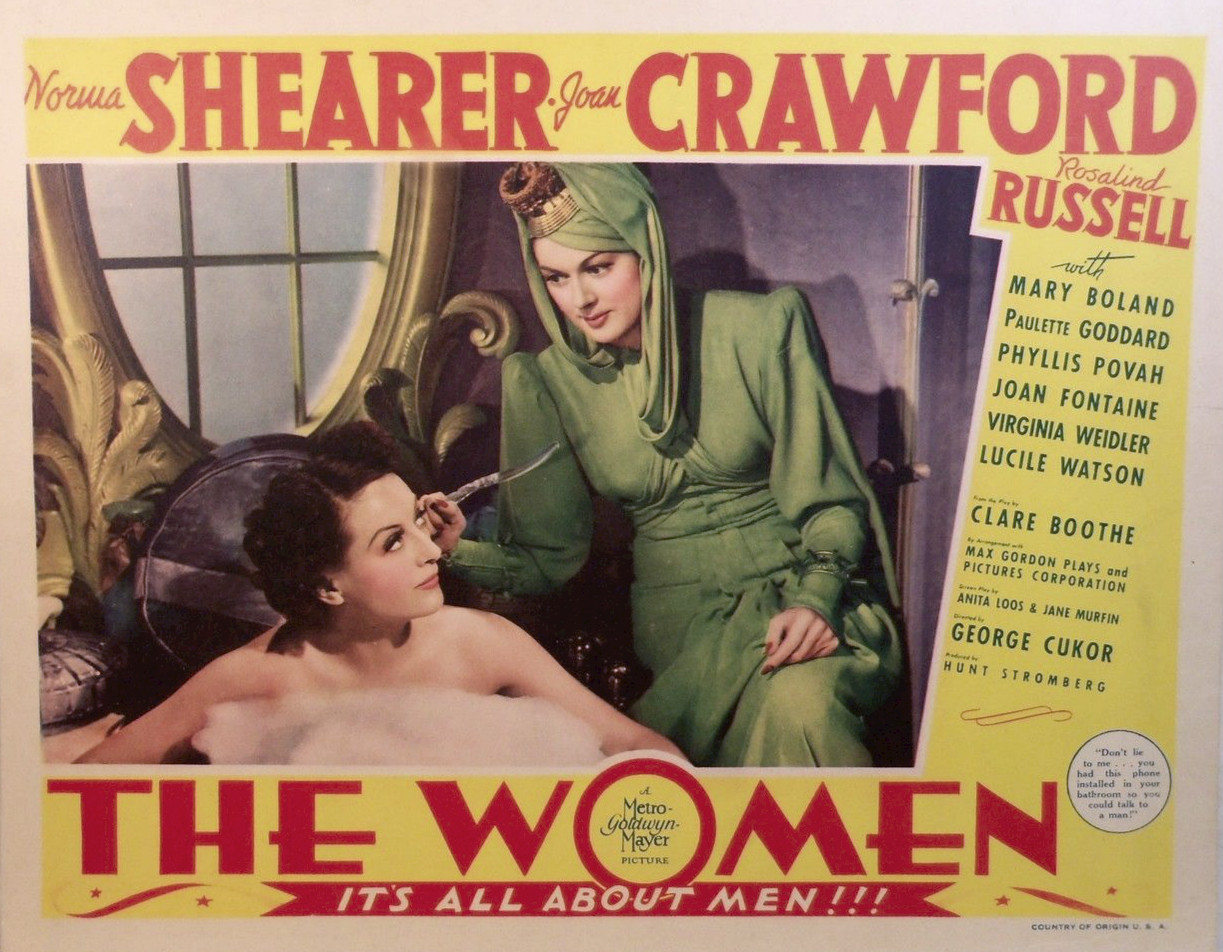
Póster del filme The Women de 1939. Russell aparece de traje verde junto a Joan Crawford.

En 1934, y bajo contrato con Metro-Goldwyn-Mayer, Russell debutó en Evelyn Prentice. Aunque su papel era pequeño, recibió buenas críticas, una de las cuales señaló que su papel era convincente. Posteriormente, ella protagonizaría las comedias Forsaking All Others de 1934 y Four's a Crowd de 1938, así como papeles dramáticos, incluyendo Craig's Wife en 1936 (que sería la segunda de las tres nuevas versiones de la película; Joan Crawford realizaría la tercera) y La ciudadela en 1938. Russell fue aclamada por primera vez cuando coprotagonizó junto a Robert Young el drama de West Point of the Air (1935). Un crítico escribió: "Rosalind Russell como la 'otra mujer' en la historia le da un manejo inteligente y hábil a sus escenas con Young".  Rápidamente saltó a la fama, y en 1935, fue vista como un reemplazo para la actriz Myrna Loy, ya que asumió muchos papeles para los cuales Loy inicialmente hacía acordado hacer.
En sus primeros años en Hollywood, Russell se caracterizó, tanto en su vida personal como en su carrera cinematográfica, como una dama sofisticada. Russell, insatisfecha, afirmó en una entrevista de 1936:

Ser tipificada como una dama es la mayor desgracia posible para una actriz de cine. Limita tus caracterizaciones, te limita a interpretar sops femeninas y amenazas y el público nunca aprueba en alto ninguna de los dos. Una dama impecablemente vestida siempre es vista con sospecha en la vida real y cuando se muestra en la pantalla con hermosas ropas y modales encantadores, el espectador más ingenuo siente inmediatamente que está en condiciones de no hacer nada al héroe. Quiero fervientemente alejarme de esto. Primero, porque quiero mejorar mi carrera y mi vida profesional y, segundo, porque estoy cansada de ser un tendedero, una especie de orquídea de invernadero en un puesto de flores silvestres.

Russell se acercó al director Frank Lloyd en busca de ayuda para cambiar su imagen, pero en lugar de ayudarla, Lloyd la eligió como una aristócrata adinerada en Under Two Flags de 1936. En 1939, sería elegida como la chismosa Sylvia Fowler en la comedia femenina The Women, dirigida por George Cukor. La película fue un gran éxito, impulsó su carrera y estableció su reputación como comediante.

#### His Girl Friday

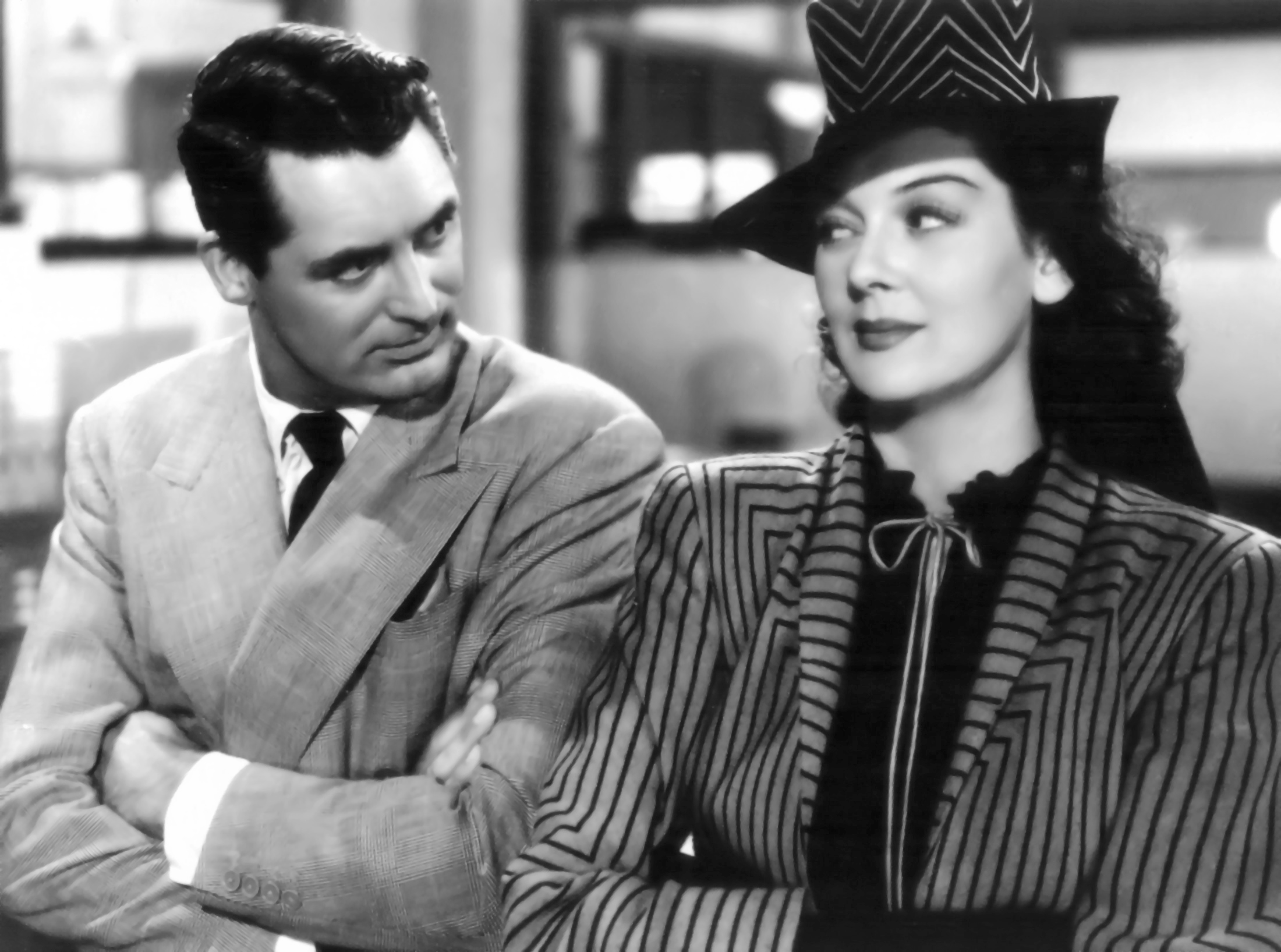
Cary Grant y Russell en un fotograma de His Girl Friday.

La consagración como comediante de Russell llegaría en la comedia screwball His Girl Friday de 1940, dirigida por Howard Hawks. En la película, una reelaboración del argumento de The Front Page de Ben Hecht, Russell interpretó a la reportera Hildy Johnson, exesposa del editor de su periódico Walter Burns (Cary Grant). Russell afirmó ser "la decimoquinta elección de todos" para el papel de Hildy en la película ya que, antes de ser contratada, Hawks había ofrecido el papel a Katharine Hepburn, Irene Dunne, Claudette Colbert, Jean Arthur, Margaret Sullavan y Ginger Rogers, todas las cuales se negaron. Russell se enteró de esto mientras viajaba en un tren a Nueva York, cuando leyó un artículo en The New York Times que decía que había sido elegida en la película y que enumeraba a todas las actrices que habían rechazado el papel.
El 25 de octubre de 1941, Russell se casó con el productor danés Frederick Brisson, hijo del actor Carl Brisson. Cary Grant fue responsable de la reunión de la pareja, y fue el padrino en la boda. Brisson había estado viajando desde Inglaterra a Estados Unidos por barco en 1939, y The Women estaba siendo proyectada en un bucle sin fin durante el viaje. Después de escuchar el audio de la película día tras día mientras viajaba, Brisson decidió que ver el filme. Se enamoró tanto de la actuación de Russell que se dirigió a sus amigos y proclamó: "O bien mataré a esa chica o me casaré con ella" (o bien, eso afirmó posteriormente).
Brisson se quedó con Cary Grant en su casa de huéspedes mientras Grant estaba filmando His Girl Friday. Al enterarse de que Grant estaba haciendo la película con Russell, Brisson le preguntó a su amigo si podía conocerla. Grant pasó semanas saludando a Russell cada mañana en el set con la pregunta: "¿Conoces a Freddie Brisson?", en un esfuerzo por despertar la curiosidad de la actriz. Una noche, cuando Russell abrió la puerta para dejar entrar a Grant antes de que fueran a bailar, como solían hacer, lo encontró de pie junto a un extraño. Grant tímidamente explicó que el extraño tipo era Freddie Brisson, el hombre al que había mencionado tantas veces, y salieron a cenar, con Freddie a cuestas.
El matrimonio de Russell y Brisson duró 35 años, y terminó con la muerte de ella. En 1943, tuvieron a su único hijo: Carl Lance Brisson.

### Carrera posterior
A principios de la década de 1940, Russell realizó diversos papeles de comedia en los filmes The Feminine Touch (1941), Take a Letter, Darling y My Sister Eileen (ambas de 1942). Sin embargo, al año siguiente sufrió una crisis mental, que suele ser atribuida a problemas de salud y la muerte de su hermana y su hermano, por lo que se tomó un hiato en 1944 sin realizar ningún filme. En 1946 volvería con un rol dramático en la película Sister Kenny y, al año siguiente, en Mourning Becomes Electra. En 1948 protagonizaría un misterio de asesinato: El toque de terciopelo. 

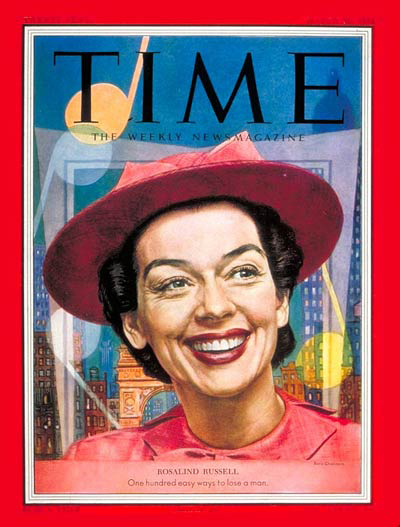
Con ocasión de su aparición en el musical Wonderful Town, Russell apareció en la portada de la revista TIME del 30 de marzo de 1953.

Durante la década de 1950, Russell alternó sus apariciones en el cine con su regreso al teatro, obtuvo un gran éxito en Broadway con su actuaciones en Bell, Book and Candle (1951) y en Wonderful Town (1953), una versión musical de su exitosa película de una década antes, My Sister Eileen; por esta última obtendría el Premio Tony a la mejor actriz en un musical y el ahora extinto Premio Donaldson. Más tarde, repetiría su papel para un especial de televisión en 1958.

#### Auntie Mame
En 1955, Russell protagonizó el filme Picnic. Sin embargo, su actuación más memorable probablemente fue en el papel protagonista de la comedia teatral Auntie Mame (basada en una novela de Patrick Dennis), así como en la versión cinematográfica de 1958, en la que interpretó a una excéntrica tía cuyo sobrino, quien queda huérfano, se va a vivir junto a ella. Cuando se le preguntó cuál era el papel con el que más se identificaba, ella contestó que los transeúntes que la veían en la calle, solían gritarle: "¡Eh, tía Mame!". Por su papel, recibiría nominaciones al Tony a la mejor actriz en una obra de teatro en 1957 y al Premio Óscar a la mejor actriz, al año siguiente. Patrick Dennis dedicaría su segunda novela Auntie Mame Around the World a "la única Rosalind Russell" en 1958.

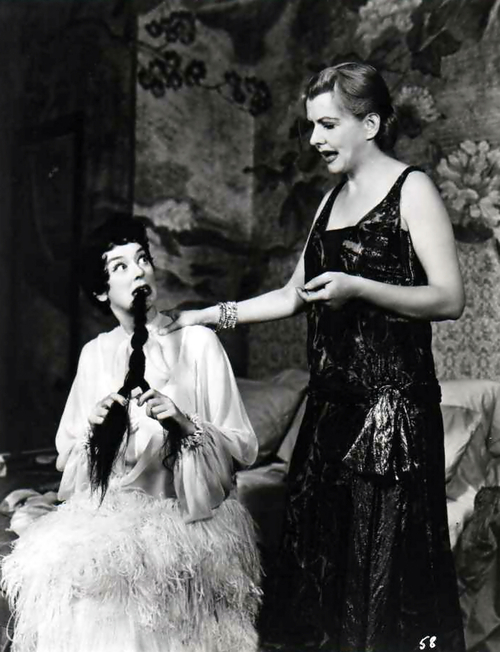
Russell y Polly Rowles en la producción original de Auntie Mame en Broadway (1957).

Continuó apareciendo en películas a mediados de la década de 1960, incluyendo A Majority of One (1961), Five Finger Exercise (1962), Gypsy (1962) y The Trouble with Angels ("Ángeles rebeldes", 1966). Russell fue la opción lógica para volver a interpretar su papel como la tía Mame cuando la versión musical, Mame, se programó para una producción en Broadway en 1966, pero se negó por razones de salud. Además de su carrera como actriz, Russell también escribiría la historia (bajo el nombre de C.A. McKnight) para la película The Unguarded Moment (1956), una historia de acoso sexual protagonizada por Esther Williams.

## Últimos años
Tras su aparición en la comedia negra Oh Dad, Poor Dad, Mamma's Hung You in the Closet and I'm Feelin' So Sad, Rosie! (ambas de 1967), Where Angels Go, Trouble Follows (1968) y Mrs. Pollifax-Spy (1971), esta última adaptada por Russell nuevamente con el seudónimo de C.A. McKnight; se retiró permanentemente del cine, dedicándose a actividades humanitarias. En 1969, sería parte de los anfitriones de la 41.ª ceremonia de los Premios Óscar. En 1972, sus esfuerzos en labores de ayuda social serían reconocidos con el Premio Humanitario Jean Hersholt durante la 45.ª ceremonia de los Premios Óscar.
Russell era una devota católica y miembro de la Parroquia del Buen Pastor y del Gremio Católico de Cine en Beverly Hills, California. Su amiga íntima Meredith A. Disney se convirtió al catolicismo y fue patrocinada por Russell. Respecto a sus tendencias políticas, Russell apoyó a Richard Nixon en dos de sus primeras campañas políticas infructuosas, primero para la presidencia en 1960 que se oponía a John F. Kennedy y la siguiente, en 1962, en el que optaba al cargo de gobernador de California en 1962.
Durante sus últimos años, Russell sufrió de artritis reumatoide y cáncer de mama.

## Muerte

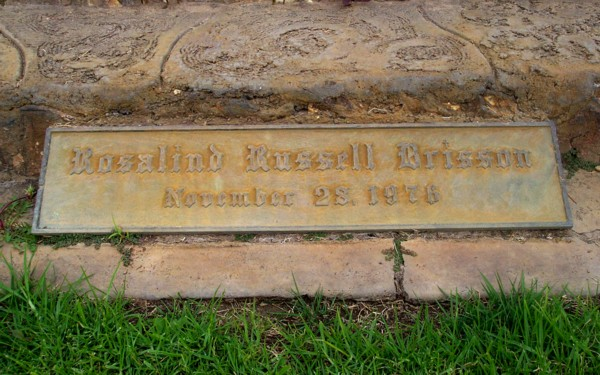
Sepulcro de Rosalind Russell en el Cementerio de Holy Cross, Culver City, California.

Russell murió de cáncer de mama el 28 de noviembre de 1976, siendo sobrevivida por su esposo e hijo. Fue enterrada en el Cementerio de Holy Cross, ubicado en Culver City, California.

### Homenajes
Russell tiene una estrella en el Paseo de la Fama de Hollywood, en la cuadra 1700 de Vine Street y, actualmente, el Centro de Investigación de Artritis de la Universidad de California en San Francisco lleva su nombre.
Su autobiografía, Life Is a Banquet, escrita en colaboración con Chris Chase, se publicó un año después de su muerte; con el prólogo escrito por su esposo. En 2009, la película documental Life Is a Banquet: The Life of Rosalind Russell, narrada por Kathleen Turner, se proyectó en festivales de cine en Estados Unidos y en algunas estaciones de PBS.

## Filmografía
| Año  | Título                                                                  | Personaje                | Observaciones |
| ---- | ----------------------------------------------------------------------- | ------------------------ | --- |
| 1934 | Evelyn Prentice                                                         | Sra. Nancy Harrison      | |
| 1934 | The President Vanishes                                                  | Sally Voorman            | |
| 1934 | Forsaking All Others                                                    | Eleanor                  | |
| 1935 | The Night Is Young                                                      | Condesa Zarika Rafay     | |
| 1935 | The Casino Murder Case                                                  | Doris                    | |
| 1935 | West Point of the Air                                                   | Dare Marshall            | |
| 1935 | Reckless                                                                | Jo                       | |
| 1935 | China Seas                                                              | Sybil Barclay            | |
| 1935 | Rendezvous                                                              | Joel Carter              | |
| 1936 | It Had to Happen                                                        | Beatrice Newnes          | |
| 1936 | Under Two Flags                                                         | Lady Venetia Cunningham  | |
| 1936 | Trouble for Two                                                         | Señorita Vandeleur       | |
| 1936 | La mujer sin alma (Craig's Wife)                                        | Harriet Craig            | |
| 1937 | Night Must Fall                                                         | Olivia Grayne            | |
| 1937 | Live, Love and Learn                                                    | Julie Stoddard           | |
| 1938 | Man-Proof                                                               | Elizabeth Kent           | |
| 1938 | Four's a Crowd                                                          | Jean Christy             | |
| 1938 | The Citadel                                                             | Christine Barlow         | |
| 1939 | Fast and Loose                                                          | Garda Sloane             | |
| 1939 | The Women                                                               | Sylvia Fowler            | |
| 1940 | His Girl Friday                                                         | Hildy Johnson            | |
| 1940 | Hired Wife                                                              | Kendal Browning          | |
| 1940 | No Time for Comedy                                                      | Linda Esterbrook         | |
| 1940 | This Thing Called Love                                                  | Ann Winters              | |
| 1941 | They Met in Bombay                                                      | Anya Von Duren           | |
| 1941 | The Feminine Touch                                                      | Julie Hathaway           | |
| 1941 | Design for Scandal                                                      | Jueza Cornelia C. Porter | |
| 1942 | Take a Letter, Darling                                                  | A.M. MacGregor           | |
| 1942 | My Sister Eileen                                                        | Ruth Sherwood            | Nominada - Premio Óscar a la mejor actriz |
| 1943 | Flight for Freedom                                                      | Tonie Carter             | |
| 1943 | What a Woman!                                                           | Carol Ainsley            | |
| 1945 | Roughly Speaking                                                        | Louise Randall Pierson   | |
| 1945 | She Wouldn't Say Yes                                                    | Dra. Susan A. Lane       | |
| 1946 | Sister Kenny                                                            | Elizabeth Kenny          | Globo de Oro a la mejor actriz Nominada - Premio Óscar a la mejor actriz |
| 1947 | The Guilt of Janet Ames                                                 | Janet Ames               | |
| 1947 | Mourning Becomes Electra                                                | Lavinia Mannon           | Globo de Oro a la mejor actriz Nominada - Premio Óscar a la mejor actriz |
| 1948 | The Velvet Touch                                                        | Valerie Stanton          | |
| 1949 | Tell It to the Judge                                                    | Marsha Meredith          | |
| 1950 | A Woman of Distinction                                                  | Susan Manning Middlecott | |
| 1953 | Never Wave at a WAC                                                     | Jo McBain                | |
| 1955 | The Girl Rush                                                           | Kim Halliday             | |
| 1955 | Picnic                                                                  | Señorita Rosemary Sydney | |
| 1958 | Auntie Mame                                                             | Mama Dennis              | Globo de Oro a la mejor actriz - Comedia o Musical Premio Golden Laurel a la mejor interpretación de comedia Nominada - Premio Óscar a la mejor actriz Nominada - Premio BAFTA a la mejor actriz extranjera |
| 1961 | A Majority of One                                                       | Sra. Bertha Jacoby       | Globo de Oro a la mejor actriz - Comedia o Musical |
| 1962 | Five Finger Exercise                                                    | Louise Harington         | |
| 1962 | Gypsy                                                                   | Rose Hovick              | Globo de Oro a la mejor actriz - Comedia o Musical Premio Golden Laurel a la mejor interpretación musical (5.° lugar)                                                                                       |
| 1966 | The Trouble with Angels                                                 | Madre Superiora          | Premio Golden Laurel a la mejor interpretación de comedia (4.° lugar) |
| 1967 | Oh Dad, Poor Dad, Mamma's Hung You in the Closet and I'm Feelin' So Sad | Madame Rosepettle        | |
| 1967 | Rosie!                                                                  | Rosie Lord               | |
| 1968 | Where Angels Go, Trouble Follows                                        | Madre Superiora          | |
| 1971 | Mrs. Pollifax-Spy                                                       | Sra. Pollifax            | |

## Premios y distinciones
Premios Óscar
| Año  | Categoría                        | Película                         | Resultado |
| ---- | -------------------------------- | -------------------------------- | --------- |
| 1943 | Mejor actriz                     | Mi hermana Elena                 | Nominada  |
| 1947 | Mejor Actriz                     | Amor sublime                     | Nominada  |
| 1948 | Mejor actriz                     | A Electra le sienta bien el luto | Nominada  |
| 1959 | Mejor actriz                     | Tía y mamá                       | Nominada  |
| 1973 | Premio Humanitario Jean Hersholt | Premio Humanitario Jean Hersholt | Ganadora  |